# Tibarenos

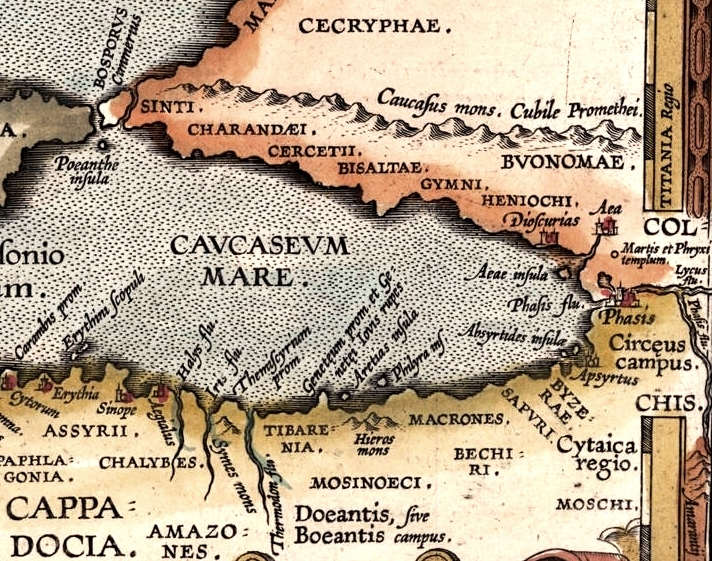
Mapa de Abraham Ortelius de 1624 onde aparece a possível localização dos tibarenos

Os Tibarenos eram membros de um antigo povo que viviam em uma área do norte da Anatólia, junto ao mar. A colônia grega de Cotiora estava entre os seus territórios. Apolônio de Rodes menciona que entre os seus territórios passaram os Argonautas em sua jornada para Cólquida em busca do Velo de Ouro. Eles atravessaram o território tibareno, depois de passarem pelo Cabo de Zeus Geneteo (agora fora Genes). O autor diz que os tibarenos tinham rebanhos abundantes. 
Heródoto os cita entre os povos tributários dos persas. Eles pertenciam a uma demarcação tributária compartilhada com moscos, mossínecos, macronos e mares que trariam trezentos talentos. Faziam parte da expedição que Xerxes realizou em 480 a.C. contra a Grécia. Os Moscos e os Tibarenos estavam sob o comando de Ariomardo nesta expedição. Foi dito que eles estavam armados, com os moscos, com capacetes de madeira, escudos e lanças com pontas de ferro curtas. 
Em 401 a.C., os gregos da Expedição dos Dez Mil chegaram ao território dos Tibarenos, que eram vizinhos dos Cálibes. Inicialmente não aceitaram os presentes de hospitalidade dos tibarenos, já que desejavam guerrear com eles e obter pilhagem, mas os adivinhos aconselharam contra a guerra e finalmente aceitaram o presente.
Nos tempos de Estrabão seu território era governado por Pitodoris. Plínio, o Velho diz que os tibarenos marcavam seus corpos com tatuagens. Pompônio Mela, por outro lado, diz que se destacavam entre eles os seus jogos e risadas.